# Ciclononano
El ciclononano es un compuesto orgánico de la clase de los cicloalcanos. Su fórmula química es C9 H18.
Se forma naturalmente en los aceites.

## Propiedades físicas
Es un líquido incoloro.
El punto de fusión, según diversas fuentes, es de 9,7 a 11 °C.
El punto de ebullición, según diversas fuentes, está en el rango de 170 a 178,44 °C.

## Propiedades químicas
A 20 °C, el ciclononano bajo la acción del cloruro de aluminio se isomeriza en propilciclohexano, y a 50 °C - en trimetilciclohexanos. Sobre carbono platinizado, el ciclononano forma una mezcla de indano y metilbenceno con otros hidrocarburos aromáticos.

## Conformaciones

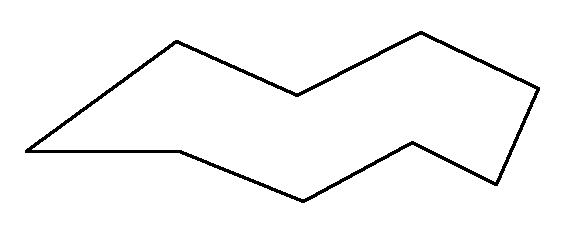
Figura de ciclononano, en una de sus conformaciones más estables.

Las propiedades conformacionales de los cicloalcanos con nueve o más átomos de carbono son muy complejas. Varias de las conformaciones del ciclononano tienen una energía cercana. Como todos los monciclos de tamaño mediano (de 8 a 14 átomos de carbono), el ciclononano se forma con dificultad debido a la proximidad de un gran número de átomos de hidrógeno, además el voltaje alcanza un máximo con el ciclodecano.